# Heilige (boeddhisme)
Een  arya (Sanskriet, nobele), ariya (Pali) of ariya-puggala (Pali, nobel persoon) is een heilig persoon in het boeddhisme. Een heilige heeft het Nibbana – de verlichting – behaald of behaalt dit zonder twijfel in een leven in de nabije toekomst.
De term wordt ook gebruikt voor degenen die het pad bewandelen, maar nog niet verlicht zijn. Volgens het Theravada gebeurt dit dan binnen zeven wedergeboortes. Binnen het Mahayana-boeddhisme worden de Bodhisattvas – zij die het pad zijn ingetreden – als heiligen beschouwd, ongeacht de weg die zij nog moeten gaan.

## Typen heiligen
Er zijn vier typen heiligen, in toenemende graad van verlichting of heiligheid: de Sotapanna, de Sakadagami, de Anagami en de Arahant.
De Boeddha wordt ook beschouwd als een heilige, maar van een hoger niveau omdat een Boeddha zeldzamer is en een wereldleraar, die effect op de gehele mensheid heeft. De gemeenschap van vier typen heiligen zonder de Boeddha vormt samen de nobele Sangha. De heiligen hebben allemaal de Dhamma zelf gezien of gerealiseerd en weten daardoor wat verlichting is. Een Arahant en een Boeddha zijn echter de enigen wier hart compleet met de Dhamma in overeenstemming is gebracht en zij hebben daardoor het Nibbana behaald.
Naarmate iemand het Achtvoudig Pad verder betreedt en een hogere graad van heiligheid behaalt, maakt deze zichzelf los van de tien mentale ketens (Pali: samyojana) waar mensen normaal gesproken aan gebonden zijn. Deze ketenen zijn niet fysiek maar mentaal en een Boeddha en een Arahant hebben zich compleet vrijgemaakt van deze ketenen.

## Kenmerken van een volledig heilige
Van een volledig heilige in het boeddhisme (een Boeddha of een Arahant) wordt gezegd dat deze:
- het achtvoudige pad heeft belopen tot aan het eind
- de vier nobele waarheden in al haar 12 aspecten heeft begrepen
- de Dhamma ziet en begrijpt
- hart en geest in overeenstemming met de Dhamma heeft gebracht
- volledig is ontwaakt aan de werkelijkheid
- geen fout beeld van zichzelf meer heeft
- vrij is van het lijden
- volledig gepurificeerde geest heeft, helder en vredig in zichzelf
- weet welke acties goed zijn en geen acties uitvoert die slecht zijn voor zichzelf en voor anderen
- het Nirwana heeft behaald en geen begeerte (verlangen), aversie (haat) en verwarring (ignorantie) meer ervaart
- vrij is geraakt van de tien ketens
- vrij is van het leven in samsara
- na zijn overlijden (parinibbana) niet meer weder wordt geboren